# Reguengo
Reguengo is een plaats (freguesia) in de Portugese gemeente Portalegre en telt 712 inwoners (2001).